# Majda Benedik
Majda Benedik (r. Kmet), zdravnica pediatrinja * 10. april 1918, Col, † 3. december 1995, Ljubljana.

## Življenje in delo
Oče je bil učitelj Herman Kmet, mati Julijana (roj. Kos). Doktorirala je 1954 na zagrebški medicinski fakulteti. Leta 1982 je postala redna profesorica pediatrije na ljubljanski medicinski fakulteti. Kot specialistka za otroške krvne in rakave bolezni se je na Slovenskem kot prva ukvarjala z otroško hematologijo. Na njeno pobudo so ustanovili Center za hemofilijo in Center za otroško onkologijo Slovenije. Objavila je preko 30 strokovnih  člankov.